# 威瓦海亚亚卡河
28°54′09″N 82°35′33″W / 28.902479°N 82.5926012°W
威瓦海亚亚卡河，又称为清水河（“威瓦 ”，水，“海亚亚卡”，清澈的，晶莹剔透的）是美国佛罗里达州一条很短的河流，发源于金斯湾内的多个泉眼（如三姊妹泉28°53′19″N 82°35′21″W / 28.888725°N 82.589191°W），流入墨西哥湾内的威瓦海亚亚卡湾。该河流全年恒温22.2摄氏度，全美国15%至20%的海牛分布于该河流域。
由于英语在翻译穆斯科格语时，使用一词来翻译清澈之意，而一词在英语中还有“水晶”之意，故该河偶也讹译为“水晶河”，水晶河市得名与此。

## 污染
近年来河中硝酸盐陡增，已增长至二十世纪早期标准的20倍，造成鞘丝藻疯长并合成对海牛有毒物质。